# Kurushima (Klan)

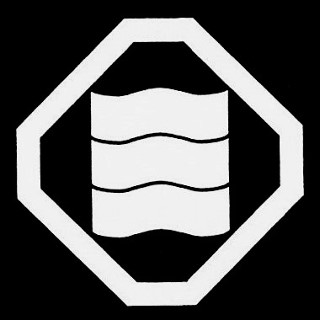
Wappen der Kurushima
(Gewellte Drei)

Die Kurushima (japanisch 久留島氏 Kurushima-shi) waren eine Familie des japanischen Schwertadels (Buke) aus der Provinz Iyo, die sich von Kōno Michiari († 1311) ableitete. Die Kurushima zählten zu den kleineren Tozama-Daimyō.

## Genealogie
- Michifusa (通総; 1561–1597) kämpfte gegen Chōsokabe Motochika, der versuchte, ihm seine Domäne abzunehmen. Dann unterwarf er sich 1585 Toyotomi Hideyoshi, der ihn in seinem Besitz Kurushima (heute Teil von Imabari) in der Provinz Iyo mit 14.000 Koku bestätigte. Zur Zeit des Korea-Feldzuges 1592 kommandierte er eine Flotte von Kriegs-Dschunken, erzielte einigen Erfolg und erhielt dafür den Ehrentitel Izumo no kami. Nach dem Scheitern der Friedensverhandlungen kehrte er nach Korea zurück, wo er im Kampf fiel.
- Nagachika (長親; 1582–1612), ein Sohn Michifusas, wurde 1601 nach Mori (森, heute Teil von Kusu) in der Provinz Bungo mit 14.000 Koku versetzt. 1619 änderte die Familie die Schreibung ihres Namens von ursprünglich 來島 zu 久留島. Die Kurushima residierten in Mori in einem Festen Haus (jin’ya) bis zur Meiji-Restauration 1668. Danach Vizegraf.